# Bill Cody (Schauspieler)
William Joseph Cody (* 5. Januar 1891 in St. Paul, Minnesota; † 24. Januar 1948 in Santa Monica, Kalifornien) war ein US-amerikanischer Filmschauspieler.

## Leben
Cody schloss sich nach seiner Collegezeit an der St. Johns University in New York City der „Metropolitan Stock Company“ an, mit der er mehrere Tourneen durch die Staaten und Kanada unternahm. 1922 war er in Hollywood angelangt, wo er zunächst als Stuntman und Kleindarsteller Arbeit fand. Die Bekanntschaft mit dem unabhängigen Produzenten Jesse Goldburg führte zu besseren Verträgen; zunächst spielte er in zwei Filmen unter dem Namen Paul Walters, dann entdeckte Goldburg das Potenzial, die Gleichheit des Geburtsnamens des Schauspielers mit dem von Buffalo Bill auszunutzen, und finanzierte eine Reihe kompetent inszenierter, in ansehnlicher Umgebung und nach ordentlichen Büchern gedrehter kleiner B-Western mit „Bill Cody“ in der Hauptrolle.
Danach drehte Cody zwei Filme für die Associated Ehibitors von Pat Powers und einen Film für Pathe Productions, bevor er von Myron Selznick eine eigene Serie geschrieben bekam, die bis zum Beginn der Tonfilmzeit produziert wurde. Nach drei Detektivfilmen für Universal Pictures verließ Cody das Filmgeschäft für ein Jahr und tourte mit einer Wildwestshow. 1931 war er zurück und spielte nach einem Einsatz in einer Nebenrolle in einer achtteiligen Filmreihe neben dem jugendlichen Andy Shuford für die Monogram. Nach einem weiteren Jahr mit Auftritten in einem Zirkus (dem „Bostock Wild Animal Circus“) drehte er drei miserable Western für Robert Horner, die unter ihrem fast nicht vorhandenen Budget litten, bevor er – wiederum nach einem Zirkusintermezzo – für Produzent Ray Kirkwood in einer Reihe von neun Filmen für die Spectrum Productions die Hauptrollen übernahm; vier Mal war dabei sein Sohn Bill Cody jr. (1925–1989) an seiner Seite zu sehen.
1939 und 1943 folgten kurze Phasen, in denen Cody erneut in je zwei Filmen spielte.

## Filmografie (Auswahl)
- 1925: Dangerous Odds
- 1931: Dugan of the Badlands
- 1943: The Masked Marvel (Serial, Episoden 5+6)